# جام باشگاه‌های تهران ۱۳۲۸
جام باشگاه‌های تهران ۱۳۲۸ که با نام مسابقات قهرمانی باشگاه‌های تهران نیز شناخته می‌شد یک دوره از مسابقات جام باشگاه‌های تهران بود که به صورت دوره‌ای و با حضور ده  تیم از شهر تهران برگزار شد و با قهرمانی تیم تاج به پایان رسید.

## نحوه برگزاری
مسابقات به صورت دوره‌ای برگزار شد و بازی‌ها از آذر ۱۳۲۸ آغار شدند و در اسفند همان سال به پایان رسید. چند بازی عقب افتاده نیز در اردیبهشت ۱۳۲۹ به انجام رسید.

## قهرمان
دارایی که مدافع عنوان قهرمانی بود نتوانست در این فصل از عنوان قهرمانی‌اش دفاع کند و تاج توانست برای نخستین بار قهرمان این بازی‌ها شود. شاهین نیز به مقام دومی رسید.
از نکات حاشیه‌ای این مسابقات تغییر نام تیم تاج بود. تاج که هفته‌های ابتدایی را با نام پیشینش، دوچرخه‌سواران، در مسابقات شرکت کرده بود در ۲۲ بهمن ۱۳۲۸ دست به تغییر نام زد و در هفته‌های پایانی با نام تاج به بازی‌ها ادامه داد.